# Parafia św. Jakuba Większego w Barcinie
Parafia pw. św. Jakuba Większego – jedna z 11 parafii rzymskokatolickich leżących w granicach dekanatu barcińskiego. Proboszczem parafii jest ks. Arkadiusz Wzięch, wicedziekan dekanatu barcińskiego.

## Rys historyczny
Pierwszy kościół został zbudowany z drewna i nosił imię św. Wojciecha i św. Mikołaja. Stał on na wzgórzu, ale spłonął. Obecny kościół pochodzi z 1901 roku i jest zbudowany z cegły. Parafia posiada cmentarz, znajduje się on na ul. Żnińskiej i mieści się tam od II połowy XIX wieku.

## Dokumenty
Księgi metrykalne: 
- ochrzczonych od 1887 roku
- małżeństw od 1920 roku
- zmarłych od 1947 roku

## Zasięg parafii
Do parafii należą wierni wyznania rzymskokatolickiego, mieszkający przy ulicach: Dąbrowiecka, Kasztanowa, Kościelna, Łąkowa, Żnińska, Mostowa, Pl. 1 Maja, Podgórna, Powstańców Wlkp., 4 Stycznia, Wioślarska, św. Wojciecha, Wyzwolenia oraz we wsiach: Barcin-Wieś, Dąbrówka Barcińska, Józefinka, Julianowo, Knieja, Mamlicz (część), Pturek, Złotowo (część).

## Bibliografia

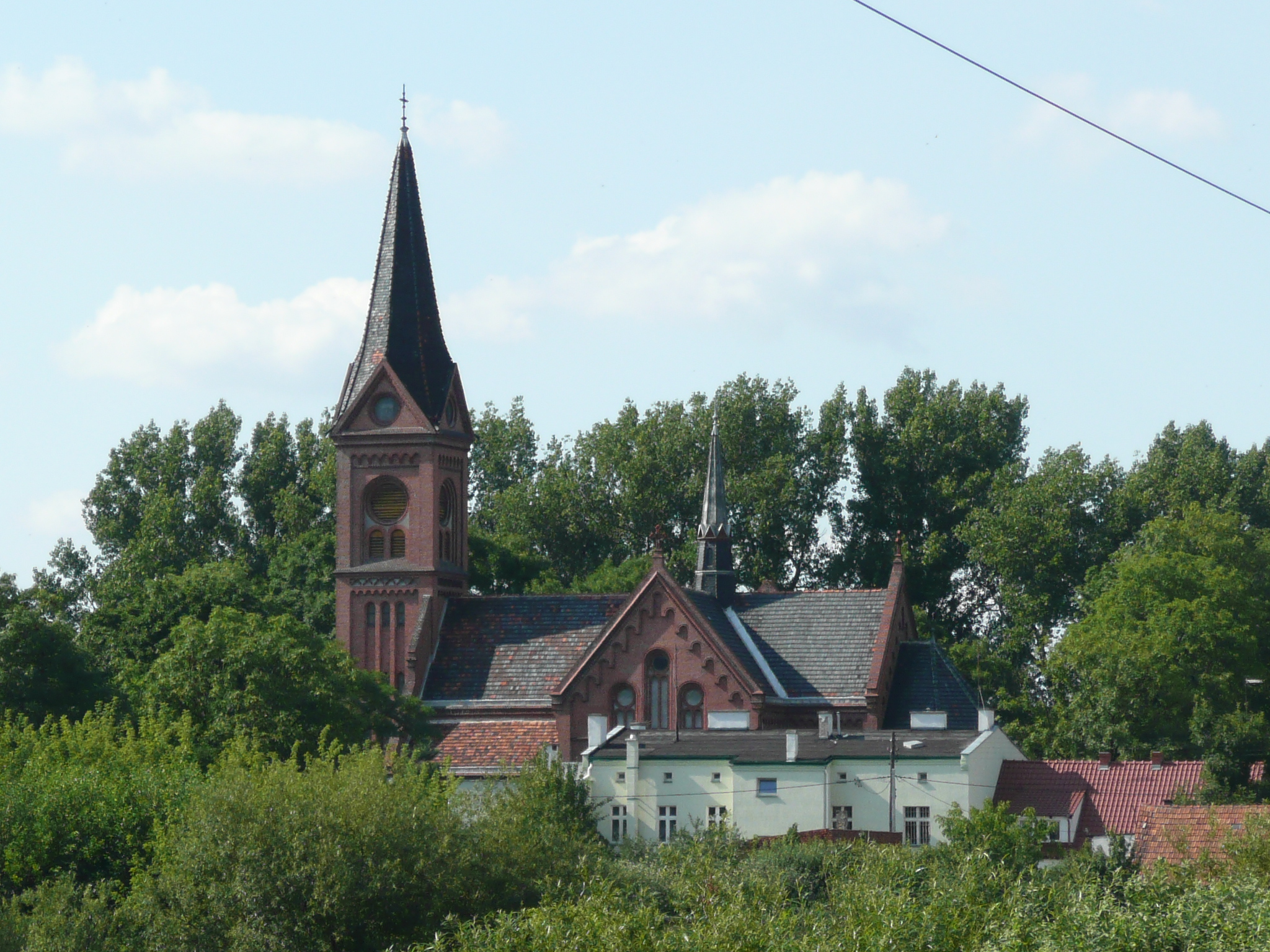
Kościół parafialny w Barcinie